# Casa Ribera (Llagostera)
Casa Ribera és una obra del municipi de Llagostera (Gironès) inclosa en l'Inventari del Patrimoni Arquitectònic de Catalunya. És un edifici de planta quadrada, compost a partir de la formalització d'una torre central a la façana. Aquesta presenta una balconada correguda de ferro colat al pis principal i balcons petits a la planta superior. Són interessants els elements decoratius com les mènsules dels balcons, amb elements florals i caps humans inspirats en personatges del món rural. Del conjunt de l'edifici destaquen les pintures modernistes a les llindes de les balconeres i el fris del coronament amb decoracions geomètriques i vegetals. Els interiors són estucats i es conserven en bon estat. És un dels casals d'inspiració modernista més interessants de Llagostera. Actualment es troba semiabandonat.